# Asesinato de James Bulger
El asesinato de James Bulger fue un sonado caso criminal británico que llegó a los titulares mundiales en 1993, tras el secuestro y asesinato el 12 de febrero de 1993 del niño de casi tres años James Patrick Bulger (16 de marzo de 1990 - 12 de febrero de 1993), oriundo de Bootle, cerca de Liverpool, Reino Unido. Fue secuestrado, torturado y asesinado por dos chicos de diez años, Jon Venables (n. 13 de agosto de 1982) y Robert Thompson (n. 23 de agosto de 1982). Bulger desapareció el 12 de febrero de 1993 en el centro comercial New Strand acompañado de su madre. Su cuerpo mutilado fue encontrado en una línea férrea cerca de Walton el 14 de febrero. Thompson y Venables fueron acusados de secuestro y asesinato el 20 de febrero de 1993.
El 24 de noviembre de 1993, Thompson y Venables de once años tras un juicio fueron declarados culpables de la muerte de Bulger, convirtiéndose en los asesinos convictos más jóvenes en la historia del siglo XX. Los dos fueron sentenciados a pena de cárcel hasta que alcanzaran la edad adulta, inicialmente hasta los dieciocho años y fueron liberados en junio de 2001.
En 2010, Venables fue condenado nuevamente acusado por distribución de pornografía infantil y estuvo preso hasta 2013. En 2017 volvió a ser condenado por posesión de pornografía infantil.

## El asesinato
Las imágenes de las cámaras de seguridad del centro comercial New Strand, captadas el 12 de febrero de 1993, mostraban a Thompson y a Venables observando niños de manera distraída, aparentemente buscando un objetivo. Los chicos se habían ausentado de la escuela, actitud que era habitual en ellos. Durante ese día, Thompson y Venables fueron vistos robando varios objetos, como caramelos, un muñeco troll, unas baterías y un bote de pintura azul para maquetas. Más tarde, uno de los chicos reveló que su intención era secuestrar a un niño, llevarlo a la calle ubicada al lado del centro comercial y empujarlo hacia los automóviles en movimiento para causar un accidente.
Esa misma tarde, James Bulger, nacido en Kirkby, acompañó a su madre, Denise, al centro comercial New Strand. Mientras estaba en una carnicería a las 15:40, Denise se dio cuenta de que su hijo había desaparecido. James Bulger estaba en la puerta de la tienda mientras su madre compraba cuando fue interceptado por Thompson y Venables. Estos se le acercaron, le hablaron y se lo llevaron de la mano hacia las afueras del recinto. Esta escena fue captada por las cámaras de vigilancia a las 15:42.
Los chicos caminaron junto a Bulger unos cuatro kilómetros a través de Liverpool, hasta que llegaron al canal Leeds and Liverpool, donde lo dejaron caer de cabeza, causándole heridas en el rostro. Thompson y Venables bromearon acerca de lanzar a Bulger al torrente de agua. Bulger tenía un chichón en su frente y estaba llorando, pero la mayoría de los testigos no hicieron nada para intervenir, asumiendo que los tres eran hermanos. Dos personas se acercaron al trío de niños, pero los mayores les dijeron que Bulger era su hermano menor o que habían encontrado a un niño extraviado y lo llevaban a la comisaría. En un momento dado, los chicos llevaron a Bulger a una tienda de mascotas, de la que fueron expulsados. Finalmente, los tres llegaron a una vía férrea cerca de la abandonada estación de Walton & Anfield, tras alejarse de la comisaría de Walton Lane, próxima al Cementerio Anfield, donde comenzaron a torturarlo.
Durante el juicio se estableció que en ese lugar uno de ellos lanzó pintura azul para maquetas, la que habían robado previamente, en el ojo izquierdo de Bulger. Le dieron patadas, lo golpearon y le tiraron ladrillos y piedras. Le introdujeron pilas en la boca y la policía sospechó que también en el recto, aunque no fue encontrada ninguna en esa cavidad. Finalmente le arrojaron una barra metálica de diez kilogramos, identificada en el juicio como una eclisa, que le provocó diez fracturas craneales. Alan William, el patólogo del caso, indicó que Bulger sufrió tantas heridas que ninguna pudo ser identificada como el golpe letal.
La policía sospechó que hubo un elemento sexual en el crimen, ya que a la víctima le habían quitado los zapatos, las medias, el pantalón y los calzoncillos. El informe del patólogo que se leyó durante el juicio detalló que el prepucio del niño también había sido manipulado. Cuando los detectives y la psiquiatra infantil Eileen Vizard le preguntaron a los acusados sobre este tema, ellos se rehusaron a dar detalles al igual que haber insertado pilas en el recto de Bulger.
Antes de marcharse del lugar del crimen, los chicos dejaron a Bulger tendido en el riel y taparon su cabeza con escombros con la esperanza de que un tren lo golpeara e hiciera que su muerte pareciera un accidente. Una vez que los muchachos se fueron del lugar, el cuerpo fue seccionado en dos por un tren. Los restos de Bulger fueron hallados dos días después, el 14 de febrero. Un patólogo forense testificó que el niño había fallecido antes de ser arrollado por el tren.
La policía rápidamente obtuvo las imágenes en baja resolución del secuestro de Bulger en el centro comercial. Mientras se esclarecían las circunstancias del asesinato, los periódicos denunciaron a los testigos que habían visto a Bulger sin haberlo ayudado mientras el terraplén donde fue encontrado el cuerpo de Bulger fue ataviado con cientos de flores por la gente del lugar.
El crimen generó una gran ira en Liverpool. La familia de uno de los asesinos fue detenida para realizarles un interrogatorio, pero posteriormente fueron liberados y tuvieron que huir de la ciudad. El hallazgo de los culpables se dio cuando una mujer vio las imágenes ligeramente mejoradas de los dos chicos por televisión y reconoció a Venables, porque sabía que se había ausentado de la escuela ese día. Se puso en contacto con la policía y fueron arrestados. El hecho de que ambos chicos fueran tan jóvenes sorprendió a los investigadores, encabezados por el detective superintendente Albert Kirby, de la policía de Merseyside. Los primeros informes de prensa y las declaraciones de las autoridades indicaban que Bulger había sido visto acompañado por dos jóvenes (sugiriendo que los asesinos eran adolescentes), ya que era difícil conocer la edad de los niños a través de las cámaras de seguridad.
Las pruebas forenses confirmaron que ambos muchachos tenían en su ropa la misma pintura azul encontrada en el cadáver de Bulger. Si bien ambos tenían sangre en sus zapatos, fue la de Thompson la que coincidió con la de Bulger en la prueba de ADN.
Los dos muchachos fueron acusados por el asesinato de Bulger el 20 de febrero de 1993 y comparecieron ante la Corte Juvenil de South Sefton dos días después, permaneciendo bajo custodia policial a la espera de juicio, hasta que fueron sentenciados a detención indefinida.

## Procedimiento y arresto

### Arresto
El hecho de lo que los sospechosos fueran tan jóvenes sorprendió a los investigadores, liderados por el detective Albert Kirby, de la policía de Merseyside. Reportes de prensa y declaraciones policiales habían indicado que Bulger había sido visto con "dos jóvenes" (sugiriendo que los asesinos eran adolescentes), debido a la dificultad de averiguar la edad de los chicos en las imágenes de las cámaras de seguridad del centro comercial. Las pruebas forenses confirmaron que ambos chicos tenían rastros de la misma pintura azul en su ropa, como la encontrada en el cuerpo de Bulger. Los dos tenían sangre en sus zapatillas; la sangre en el zapato de Thompson fue analizada y se confirmó que pertenecía a James Bulger. Una serie de heridas marcadas en la mejilla derecha de Bulger encajaban con una parte del zapato de Thompson; rastro de pintura en el zapato de Venables indicó que debió haber usado "algo de fuerza" cuando golpeó a Bulger.
Los dos chicos fueron acusados por la muerte de James Bulger el 20 de febrero de 1993, y comparecieron ante la Corte Juvenil de South Sefton el 22 de febrero de 1993, cuando fueron retenidos en custodia de las autoridades. A raíz de su arresto, y a medida que el juicio avanzaba, se empezó a referir a los chicos como 'Niño A' (Thompson) y 'Niño B' (Venables). A la espera del juicio, fueron custodiados en diferentes dependencias donde eventualmente serían sentenciados.

## Controversias sobre la liberación de "Los Asesinos de Liverpool"
Tras alcanzar la mayoría de edad en junio de 2001, los dos fueron liberados de prisión, para disgusto de los padres de Bulger y de una multitud de personas, que protestaron en las calles. El movimiento se llamaba "Justice for James", encabezado por unos 300 participantes.
Desde que fue liberado de prisión, Jon Venables ha sido condenado dos veces por la justicia británica por posesión y distribución de pornografía infantil.
El cuerpo de James Bulger está enterrado en el Cementerio de Kirkdale en Liverpool.